# ヒシャム・アラジ
ヒシャム・アラジ（アラビア語: هشام عرازي, Hicham Arazi, 1973年10月19日 - ）は、モロッコ・カサブランカ出身の男子プロテニス選手。同じ年のカリム・アラミ、2歳年上のユーネス・エル・アイナウイと並び、長年にわたりモロッコのテニス界をリードしてきた選手である。左利き。シングルス自己最高位は22位。ATPツアーでシングルス1勝を挙げた。モロッコの公用語であるフランス語で読むと「ヒシャム・アラジ」になるが、日本語の文献では英語読みした「ヒチャム・アラジ」の表記も多い。

## 来歴
アラジは2歳の時にモロッコからフランスへ引っ越し、テニスコーチである父親の手ほどきで5歳からテニスを始めた。1993年にプロ入りし、その年から男子テニス国別対抗戦デビスカップモロッコ代表選手に選ばれる。1997年3月、地元のたハサン2世グランプリでツアー初優勝を果たす。同年の全仏オープンで、アラジは初めてセルジ・ブルゲラとの準々決勝に進出した。1998年全豪オープンでピート・サンプラスとの4回戦に進み、同年の全仏オープンでは2年連続8強入りを果たした。2度目の全仏準々決勝では、アラジは地元フランスのセドリック・ピオリーンに6-3, 2-6, 6-7, 6-4, 3-6のフルセットで惜敗した。
アラジは全豪オープンでも、2000年と2004年の2度ベスト8進出があり、総計で4度4大大会のベスト8進出がある。オリンピックのモロッコ選手団の一員としても、1996年アトランタ五輪と2004年アテネ五輪の2度出場を果たしているが、2度ともシングルス1回戦敗退に終わっている。またマスターズでも2001年モンテカルロ・マスターズで決勝進出があるが、グスタボ・クエルテンに敗れ準優勝となった。
アラジとアラミ、エル・アイナウイの活躍により、デビスカップモロッコ代表は2001年・2002年・2004年の3度、世界最上位16ヶ国によるワールドグループ入りを果たした。アラジは2004年デ杯ワールドグループ1回戦の対アルゼンチン戦でダビド・ナルバンディアンに敗れた試合を最後に、モロッコ代表選手から外れたが、12年連続のデビスカップ出場で「26勝18敗(シングルス19勝11敗、ダブルス7勝7敗)」の通算成績を残した。
アラジは2000年に1度ジャパン・オープン・テニス選手権で来日したこともあり、シングルス準決勝でチャン・シャルケンに6-4, 3-6, 6-7で敗れた試合があった。
アラジは2007年3月にモロッコ・フェズで行われたチャレンジャー大会への出場を最後に現役を引退した。

## ATPツアー決勝進出結果

### シングルス: 3回 (1勝2敗)
| 大会グレード                                  |
| グランドスラム (0-0)                          |
| テニス・マスターズ・カップ (0-0)              |
| ATPマスターズシリーズ (0-1)                   |
| ATPインターナショナルシリーズ・ゴールド (0-0) |
| ATPインターナショナルシリーズ (1–1)           |

| サーフェス別タイトル |
| ハード (0–0)         |
| クレー (1-2)         |
| 芝 (0-0)             |
| カーペット (0-0)     |

| 結果   | No. | 決勝日        | 大会         | サーフェス | 対戦相手               | スコア        |
| ------ | --- | ------------- | ------------ | ---------- | ---------------------- | ------------- |
| 優勝   | 1.  | 1997年3月24日 | カサブランカ | クレー     | フランコ・スキラーリ   | 3–6, 6–1, 6–2 |
| 準優勝 | 1.  | 1999年6月14日 | メラーノ     | クレー     | フェルナンド・ビセンテ | 2–6, 6–3, 6–7 |
| 準優勝 | 2.  | 2001年4月16日 | モンテカルロ | クレー     | グスタボ・クエルテン   | 3–6, 2–6, 4–6 |

### ダブルス: 2回 (0勝2敗)
| 結果   | No. | 決勝日        | 大会         | サーフェス | パートナー     | 対戦相手                                                    | スコア        |
| ------ | --- | ------------- | ------------ | ---------- | -------------- | ----------------------------------------------------------- | ------------- |
| 準優勝 | 1.  | 1997年3月24日 | カサブランカ | クレー     | カリム・アラミ | ジョアン・クーニャ・エ・シルバ ヌーノ・マルケス             | 6–7, 2–6      |
| 準優勝 | 2.  | 1997年9月8日  | タシュケント | ハード     | エヤル・ラン   | ヴィンチェンツォ・サントパードレ ヴィンセント・スペーディア | 4–6, 7–6, 0–6 |

## 4大大会シングルス成績
略語の説明
| W | F | SF | QF | #R | RR | Q# | LQ | A | Z# | PO | G | S | B | NMS | P | NH |

W=優勝, F=準優勝, SF=ベスト4, QF=ベスト8, #R=#回戦敗退, RR=ラウンドロビン敗退, Q#=予選#回戦敗退, LQ=予選敗退, A=大会不参加, Z#=デビスカップ/BJKカップ地域ゾーン, PO=デビスカップ/BJKカッププレーオフ, G=オリンピック金メダル, S=オリンピック銀メダル, B=オリンピック銅メダル, NMS=マスターズシリーズから降格, P=開催延期, NH=開催なし.
| 大会           | 1994 | 1995 | 1996 | 1997 | 1998 | 1999 | 2000 | 2001 | 2002 | 2003 | 2004 | 通算成績 |
| -------------- | ---- | ---- | ---- | ---- | ---- | ---- | ---- | ---- | ---- | ---- | ---- | -------- |
| 全豪オープン   | A    | LQ   | LQ   | 1R   | 4R   | 1R   | QF   | 1R   | 2R   | 1R   | QF   | 12–8     |
| 全仏オープン   | LQ   | LQ   | LQ   | QF   | QF   | 3R   | 3R   | 2R   | 3R   | 2R   | 1R   | 16–8     |
| ウィンブルドン | A    | A    | 2R   | 1R   | 3R   | 1R   | 3R   | 3R   | 1R   | 1R   | 3R   | 9–9      |
| 全米オープン   | A    | 1R   | 1R   | 1R   | 1R   | 3R   | 3R   | 3R   | 2R   | 2R   | 2R   | 9–10     |